# RRS Sir David Attenborough
Le RRS Sir David Attenborough  est un navire océanographique appartenant au Natural Environment Research Council (NERC) , qui sera exploité par le British Antarctic Survey (BAS) à des fins de recherche et de soutien logistique. Le navire est destiné à remplacer deux navires existants, les RRS James Clark Ross et RRS Ernest Shackleton. Le navire porte le nom du célèbre écrivain et naturaliste Sir David Attenborough.

## Historique
En 2014, le gouvernement du Royaume-Uni a annoncé le financement de la construction d'un nouveau navire de recherche polaire pour le British Antarctic Survey (BAS), destiné à remplacer deux navires existants. Ce nouveau navire devait non seulement être entièrement équipé des instruments les plus récents pour pouvoir effectuer des recherches dans les régions polaires, pour lesquelles il aurait une capacité de brise-glace améliorée et une plus grande endurance par rapport au navire de recherche polaire existant, mais également servir de soutien logistique aux équipes de BAS dans les zones côtières. 
Le BAS a chargé la compagnie Houlder Line (en) d’entreprendre la conception du nouveau navire. À l'issue de la période de consultation, en 2015, le fabricant Rolls-Royce Holdings a été choisi pour exécuter la conception détaillée et le chantier naval Cammell Laird à Birkenhead a été choisi pour la construction du navire. 

### Caractéristiques générales
Le navire a une longueur d'environ 125 mètres et un rayon d'environ 24 mètres. Le tirant d'eau est d'environ 7 mètres avec une vitesse de croisière prévue de 13 nœuds (24 km/h) avec une autonomie de 19 000 milles marins (35 000 km) à cette vitesse. Il est capable de transporter un hélicoptère et a une capacité de chargement d'environ 900 mètres cubes. L’hébergement est prévu pour 30 membres d’équipage et 60 chercheurs. 
Le navire a un système de propulsion hybride diesel-électrique à deux arbres. La centrale électrique du navire est composée de deux générateurs Bergen 6 cylindres de 3 600 kW (4 800 ch) et de deux générateurs diesel principaux Bergen de 5 400 kW (7 200 ch), d'un générateur de port principal de 885 kW (1 187 ch), et deux systèmes de batterie de 2 500 kW (3 400 ch) d'une capacité de 500 kWh chacun. La centrale, qui peut fonctionner avec différentes configurations en fonction de la mission et des conditions de fonctionnement, produit de l’électricité pour alimenter quatre moteurs électriques asynchrones de 2 750 kW (3 690 ch) entraînant deux hélices à pas variable contrôlables. Cela donne au RRS Sir David Attenborough une vitesse maximale de 17,5 nœuds (32,4 km/h) en eau libre et la capacité de briser la glace de niveau un mètre d'épaisseur à une vitesse de 3 nœuds (5,6 km/h). À une vitesse de croisière économique de 13 nœuds (24 km/h), son autonomie de fonctionnement sera de 19 000 milles marins (35 000 km). Pour la manœuvre et le positionnement dynamique, le navire dispose de quatre propulseur d'étrave de 1 580 kW (2 120 ch), deux à l'avant et deux à l'arrière. 
Le navire est renforcé pour les navires de classe polaire de l'Association internationale des sociétés de classification (IACS). Sa classe de glace, Polar Class 4 (en), est destinée à être utilisée toute l'année dans des glaces épaisses de première année pouvant inclure des inclusions de vieille glace. Toutefois, son système de propulsion est conçu pour la classe polaire 5, destinée à la glace de première année moyenne.
Il transporte le robot sous-marin autonome Boaty McBoatface.

### Construction
Le chantier a commencé en juillet 2016. La cérémonie de pose de la quille pour le navire a eu lieu le 17 octobre 2016. Le navire a été construit en combinant des blocs fabriqués individuellement, un peu comme les porte-avions de classe Queen Elizabeth. La majorité des blocs ont été fabriqués par Cammell Laird à Birkenhead , mais en raison d’un calendrier serré, l’arrière du navire (appelé «Block 10») a été fabriqué par A&P Group (en) sur la rivière Tyne. Cette section a été transportée à Merseyside sur une barge en août 2017. La coque de Sir David Attenborough a été baptisée par son homonyme et lancée le 14 juillet 2018. Elle a été transférée à un quai mouillé pour y ajouter sa superstructure et son équipement. Le navire devait initialement être achevé en octobre 2018.